# Ethylenglycoldiethylether
Ethylenglycoldiethylether ist eine chemische Verbindung, die zur Gruppe der Ether gehört und als Zwischenprodukt in der chemischen Industrie und als Lösungsmittel eingesetzt wird.

## Eigenschaften
Ethylenglycoldiethylether ist eine farblose Flüssigkeit mit etherartigem Geruch und gehört zu den Glycolether-Verbindungen. Der Flammpunkt liegt bei 19 °C, die Zündtemperatur bei 175 °C.

## Verwendung
Ethylenglycoldiethylether wird als Synthesechemikalie und als Lösungsmittel (z. B. für Nitrozellulose) verwendet.

## Sicherheitshinweise
Ethylenglycoldiethylether ist leichtentzündlich und seine Dämpfe bilden mit Luft ein explosionsfähiges Gemisch (Flammpunkt 19 °C, Zündtemperatur 175 °C). Es kann möglicherweise die Fortpflanzungsfähigkeit beeinträchtigen.